# 伊藤隆敏
伊藤 隆敏（いとう たかとし、1950年10月6日 - ）は、日本の経済学者。専門は、国際金融論・マクロ経済学。Econometric Societyフェロー、ニューヨーク連邦準備銀行金融政策諮問委員会委員。ハーバード大学ケネディスクール客員教授、コロンビア大学国際・公共政策大学院（SIPA）教授、国際通貨基金調査局上級審議役、東京大学名誉教授、一橋大学名誉教授、元日本経済学会会長を歴任。
国際金融、特に為替レートのマイクロ・ストラクチャーの研究で知られる。この分野でノーベル経済学賞受賞者のロバート・エングルと複数の共著論文がある。

## 経歴
小樽商科大学学長（第7代）を務めた伊藤森右衛門の子として、北海道札幌市に生まれる。
幼年期は小樽市で過ごす   。
- 1969年3月 東京教育大学附属駒場高等学校卒業
- 1973年3月 一橋大学経済学部卒業。一橋大学では大川政三教授や荒憲治郎教授、二階堂副包教授のゼミで指導を受けた。金田勝年元法務大臣とは大川ゼミや荒ゼミの同期生である[4][5][6]。
- 1975年3月 一橋大学大学院経済学研究科修士課程修了
- 1979年6月 ハーバード大学大学院経済学博士課程修了、Ph.D.取得。指導教官はケネス・アロー[1]。クリントン政権で米国財務長官を務めたローレンス・サマーズとは同級生である[7]。
- 1979年9月 ミネソタ大学経済学部助教授
- 1986年8月 ミネソタ大学経済学部テニュア付准教授
- 1988年9月 一橋大学経済研究所助教授
- 1991年4月 一橋大学経済研究所教授
- 1992年 ハーバード大学ケネディスクール客員教授
- 1994年 国際通貨基金調査局上級審議役
- 1997年のアジア通貨危機では、白石隆京都大学教授や、浅沼信爾一橋大学教授らとインドネシア経済政策支援プロジェクトに参加し、経済破綻を防ぐため助言を行った[8]。
- 1999年 タイ財務省財務大臣特別顧問
- 1999年7月 大蔵省大臣官房参事官（副財務官）
- 2001年7月 一橋大学経済研究所教授
- 2002年4月 東京大学先端科学技術研究センター教授、日本経済学会常任理事
- 2003年 財団法人東京経済研究センター代表理事[9]、日本経済学会副会長
- 2004年4月 東京大学大学院経済学研究科教授（東京大学公共政策大学院教授併任）、第36代日本経済学会会長（2004年度）、財団法人東京経済研究センター理事、公益社団法人日本経済研究センター主任研究員[10]
- 2006年10月 内閣府経済財政諮問会議議員（2008年10月まで）
- 2008年3月7日、福田康夫首相は伊藤を日本銀行副総裁に起用する人事案を国会に提示。3月12日、衆議院は同意したものの、参議院は民主・共産・社民・国民新の野党4党の反対多数で不同意となる。その後、福田の首相辞任に伴い他の民間メンバーとともに辞表を提出し、経済財政諮問会議議員を退任。
- 2009年 コロンビア大学コロンビア・ビジネス・スクール客員教授
- 2010年 東京大学公共政策大学院副院長、公益社団法人日本経済研究センター特任研究員[10]
- 2011年 財務省関税・外国為替等審議会外国為替等分科会会長
- 2012年 東京大学公共政策大学院院長
- 2013年 財務省関税・外国為替等審議会会長、公的・準公的資金の運用・リスク管理等の高度化等に関する有識者会議座長
- 2014年3月 東京大学退職
- 2014年4月 政策研究大学院大学教授、東京大学公共政策大学院特任教授
- 2014年6月 東京大学名誉教授、一橋大学名誉教授
- 2015年1月 コロンビア大学国際・公共政策大学院（SIPA）教授 兼 コロンビア大学ビジネススクール日本経済経営研究所（CJEB）研究副部長
- 2015年9月 ニューヨーク連邦準備銀行金融政策諮問委員会委員
- 2016年4月 政策研究大学院大学特別教授[11]
- 2017年2月 チャイエックス・ジャパン取締役[12]
- 2018年6月 ソニーフィナンシャルホールディングス取締役[13]
- 2020年9月 東京工業大学科学技術創成研究院特任教授[14]

## 主張
インフレターゲットの主唱者であり、日本銀行の金融政策に批判的な論陣を張っていた。また、消費税の増税による日本の財政再建を主張している。
ノーベル経済学賞を受賞しているジョセフ・E・スティグリッツとの対談で、日銀が保有する国債の無効化を提案されたところ、無効にすることなどできないと否定したが、日本の財政は左ポケットに負債を抱え右ポケットに債権を持っているようなものと経済学の基礎理論にのっとった提言で否定される。
構造改革の論客であり、「混合診療も認めるべき」「TPPは積極的に推進すべきだ」「法人税率の引き下げ」「労働生産性の高いセクターに人材が動くような政策が取られているのか、むしろ衰退産業に人材を固定化させてはいないか」「中長期的に国債の新規発行をゼロにするという意識が必要だ」「手厚い社会保障を維持するなら消費税率は25%まで上がる」などと述べている。
物価目標達成の手段としての日本銀行の外債購入について、外為法の改正なしに日銀が実施できる方法として「日銀法40条3項により、国際協力を目的に購入は可能だ」と主張している。
日本の財政について「日本が財政状況が危機に陥っていないのはある種の奇跡といえる。私の試算では、日本の財政危機は2023年に到来すると予想される」と述べている。消費税率について、日本は他国と比べて「負担が低い」と指摘しており、消費税率の引き上げを通じて、柔軟な財政政策をとる余力があることを強調している。
東日本大震災後の2011年6月、経済学者の伊藤元重とともに復興特別税を提言し、署名活動を求めた。エール大学名誉教授の浜田宏一に「まるで災害という傷を負った子供に重荷を持たせ、将来治ったら軽くするといっているに等しい」とされたが、国債増発による対策に反対した。
年金積立金管理運用独立行政法人が株式投資比率の引き上げを決めた当時、日本銀行の量的金融緩和政策と同時に行われたことを「ハロウィーンの奇跡」と評価した。

## 受賞・受章
- 日経・経済図書文化賞 - 1986年。
- 紫綬褒章 - 2011年[28][29]。
- チリ大学名誉博士 - 2015年。
- 日経・経済図書文化賞 - 2019年。
- 瑞宝中綬章 - 2024年[30][31]

## 著書

### 単著
- 伊藤隆敏『不均衡の経済分析』東洋経済新報社、1985年。ISBN 4492311564。
- 伊藤隆敏 (1991). The Japanese Economy. The MIT Press. ISBN 0262090295
- 伊藤隆敏『消費者重視の経済学』日本経済新聞社、1992年。ISBN 4532141273。
- 伊藤隆敏『インフレ・ターゲティング』日本経済新聞社、2001年。ISBN 4532149487。
- 伊藤隆敏『デフレから復活へ』東洋経済新報社、2005年。ISBN 4492394486。
- 伊藤隆敏『インフレ目標政策』日本経済新聞出版社、2013年。ISBN 4532355575。
- 伊藤隆敏『デフレから復活へ』東洋経済新報社、2013年。ISBN 4492982477。
- 伊藤隆敏『日本財政「最後の選択」』日本経済新聞出版社、2015年。ISBN 4532356229。
- 伊藤隆敏『公共政策入門──ミクロ経済学的アプローチ』日本評論社、2017年。ISBN 9784535558755。

### 共著
- 伊藤隆敏、林伴子『インフレ目標と金融政策』東洋経済新報社、2006年。ISBN 4492653767。
- 伊藤隆敏、清水順子、小川英治『東アジア通貨バスケットの経済分析』東洋経済新報社、2007年。ISBN 4492654046。
- 伊藤隆敏; 星岳雄 (2020). The Japanese Economy. The MIT Press. ISBN 9780262538244

### 学術論文
- Ito, Takatoshi (Jan. 1980). “Methods of Estimation for Multi-Market Disequilibrium Models”. Econometrica 48 (1):  97-125.
- Engle, Robert F.; Ito, Takatoshi; Lin, Wen-Ling (May 1990). “Meteor Showers or Heat Waves? Heteroskedastic Intra-daily Volatility in the Foreign Exchange Market”. Econometrica 58 (3):  525-542.
- Ito, Takatoshi (Jun 1990). “Foreign Exchange Rate Expectations: Micro Survey Data”. The American Economic Review 80 (3):  434-449.
- Engle, Robert F.; Ito, Takatoshi; Lin, Wen-Ling (1994). “Do Bulls and Bears Move Across Borders? International Transmission of Stock Returns and Volatility”. The Review of Financial Studies 7 (3):  507-538.
- Ito, Takatoshi; Ogawa, Eiji (September 2002). “On the Desirability of a Regional Basket Currency Arrangement”. Journal of the Japanese and International Economies 16 (3):  317-334.
- Ito, Takatoshi (May 2007). “Asian Currency Crisis and the International Monetary Fund, 10 Years Later: Overview”. Asian Economic Policy Review 2 (1):  16-49.